# Capi di Stato e di governo nel 1951
Questa è la lista dei capi di Stato e di governo nel 1951.

## Africa
- Egitto
  - Re: Farouk (1936–1952)
  - Primo ministro: Mustafa al-Nahhas (1950–1952)
- Etiopia
  - Imperatore: Haile Selassie I (1941–1974)
  - Primo ministro: Makonnen Endelkachew (1942–1957)
- Liberia
  - Presidente: William Tubman (1944–1971)
- Libia (indipendente dal 24 dicembre 1951)
  - Re: Idris (1951–1969)
  - Primo ministro: Mahmud al-Muntasir, (1951–1954)
- Sud Africa
  - Re: Giorgio VI (1936–1952)
  - Governatore generale:
    1. Gideon van Zyl (1946-1951)
    2. Ernest Jansen (1951–1959)

  - Primo ministro: Daniel François Malan (1948–1954)

## America
- Argentina
  - Presidente: Juan Domingo Perón (1946–1955)
- Bolivia
  - Presidente:
    1. Mamerto Urriolagoitía (1949-1951)
    2. Hugo Ballivián (1951–1952)
- Brasile
  - Presidente:
    1. Eurico Gaspar Dutra (1946-1951)
    2. Getúlio Vargas (1951–1954)
- Canada
  - Re: Giorgio VI (1936–1952)
  - Governatore generale del Canada: Harold Alexander (1946–1952)
  - Primo ministro: Louis Saint-Laurent (1948–1957)
- Cile
  - Presidente: Gabriel González Videla (1946–1952)
- Colombia
  - Presidente:
    1. Laureano Gómez Castro (1950-1951)
    2. Roberto Urdaneta Arbeláez (1951–1953)
- Costa Rica
  - Presidente: Otilio Ulate Blanco (1949–1953)
- Cuba
  - Presidente: Carlos Prío Socarrás (1948–1952)
  - Primo ministro:
    1. Félix Lancís Sánchez (1950-1951)
    2. Óscar Gans (1951–1952)
- Repubblica Dominicana
  - Presidente: Rafael Leónidas Trujillo (1942–1952)
- Ecuador
  - Presidente: Galo Plaza (1948–1952)
- El Salvador
  - Presidente: Óscar Osorio (1950–1956)
- Guatemala
  - Presidente:
    1. Juan José Arévalo (1945-1951)
    2. Jacobo Arbenz Guzmán (1951–1954)
- Haiti
  - Presidente: Paul Eugène Magloire (1950–1956)
- Honduras
  - Presidente: Juan Manuel Gálvez (1949–1954)
- Messico
  - Presidente: Miguel Alemán Valdés (1946–1952)
- Nicaragua
  - Presidente: Anastasio Somoza García (1950–1956)
- Panama
  - Presidente:
    1.  Arnulfo Arias (1949-1951)
    2. Alcibíades Arosemena (1951–1952)
- Paraguay
  - Presidente: Federico Chávez (1949–1954)
- Perù
  - Presidente: Manuel A. Odría (1950–1956)
  - Primo ministro: Zenón Noriega Agüero (1950–1954)
- Stati Uniti d'America
  - Presidente: Harry Truman (1945–1953)
- Uruguay
  - Presidente:
    1. Luis Batlle Berres (1947-1951)
    2. Andrés Martínez Trueba (1951–1955)
- Venezuela
  - Presidente: Germán Suárez Flamerich (1950–1952)

## Asia
- Afghanistan
  - Re: Mohammed Zahir Shah (1933–1973)
  - Primo ministro: Shah Mahmud Khan (1946–1953)
- Arabia Saudita
  - Re: Abd al-Aziz, (1932–1953)
- Bhutan
  - Re: Jigme Wangchuck (1926–1952)
  - Primo ministro: Raja Sonam Tobgay Dorji (1917–1952)
- Birmania
  - Presidente: Sao Shwe Thaik (1948–1952)
  - Primo ministro: U Nu (1948–1956)
- Ceylon
  - Re: Giorgio VI (1936–1952)
  - Governatore generale: Herwald Ramsbotham (1949–1954)
  - Primo ministro: Don Stephen Senanayake (1947–1952)
- Cina
  - Presidente: Mao Tse-tung (1949–1959)
  - Primo ministro: Zhou Enlai (1949–1976)
- Corea del Nord
  - Capo di Stato: Kim Tu-bong (1948–1957)
  - Primo ministro: Kim Il-sung (1948–1972)
- Corea del Sud
  - Presidente: Syngman Rhee (1948–1960)
  - Primo ministro: Chang Myon (1950–1952)
- Filippine
  - Presidente: Elpidio Quirino (1948–1953)
- Giappone
  - Imperatore: Hirohito (1926–1989)
  - Primo ministro: Shigeru Yoshida (1948–1954)
  - Comandante supremo delle forze alleate:
    1. Douglas MacArthur (1945-1951)
    2. Matthew Ridgway (1951–1952)
- Giordania
  - Re:
    1. Abd Allah I di Giordania (1946-1951)
    2. Talal (1951–1952)

  - Primo ministro:
    1. Samir Al-Rifai (1950-1951)
    2. Tawfik Abu al-Huda (1951–1953)
- India
  - Presidente: Rajendra Prasad (1950–1962)
  - Primo ministro: Jawaharlal Nehru (1947–1964)
- Indonesia
  - Presidente: Sukarno (1945–1967)
  - Primo ministro:
    1. Mohammad Natsir (1950-1951)
    2. Soekiman Wirjosandjojo (1951–1952)
- Iran
  - Shah: Mohammad Reza Pahlavi (1941–1979)
  - Primo ministro:
    1. Ali Razmara (1950-1951)
    2. Hossein Ala' (1951)
    3. Mohammad Mossadeq (1951–1952)
- Iraq
  - Re: Faisal II (1939–1958)
  - Primo ministro: Nuri al-Sa'id (1950–1952)
- Israele
  - Presidente: Chaim Weizmann (1948–1952)
  - Primo ministro: David Ben Gurion (1948–1954)
- Libano
  - Presidente: Bishara al-Khuri (1943–1952)
  - Primo ministro:
    1. Riyad al-Sulh (1946-1951)
    2. Husayn al-'Uwayni (1951)
    3. Abdallah El-Yafi (1951–1952)
- Mongolia
  - Presidente: Gonchigiin Bumtsend (1940–1953)
  - Primo ministro: Horloogijn Čojbalsan (1939–1952)
- Nepal
  - Re:
    1. Gyanendra del Nepal (1950-1951)
    2. Tribhuvan (1951–1955)

  - Primo ministro:
    1. Mohan Shamsher Jang Bahadur Rana (1948-1951)
    2. Matrika Prasad Koirala (1951–1952)
- Oman
  - Sultano: Sa'id bin Taymur (1932–1970)
- Pakistan
  - Re: Giorgio VI (1936–1952)
  - Governatore generale:
    1. Khawaja Nazimuddin (1948-1951)
    2. Malik Ghulam Muhammad (1951–1955)

  - Primo ministro:
    1. Liaquat Ali Khan (1947-1951)
    2. Khawaja Nazimuddin (1951–1953)
- Siria
  - Presidente:
    1. Hashim el-Atassi (1949-1951)
    2. Adib al-Shishakli (1951)
    3. Fawzi Selu (1951–1953)

  - Primo ministro:
    1. Nazim al-Qudsi (1950-1951)
    2. Fawzi Selu (1951–1953)
- Taiwan
  - Presidente: Chiang Kai-shek (1950–1975)
  - Primo ministro: Chen Cheng (1950–1954)
- Thailandia
  - Re: Bhumibol Adulyadej (1946–2016)
  - Reggenti:
    1. Rangsit Prayurasakdi (1950-1951)
    2. Dhani Nivat (1951-1952)

  - Primo ministro: Plaek Phibunsongkhram (1948–1957)
- Turchia
  - Presidente: Celâl Bayar (1950–1960)
  - Primo ministro: Adnan Menderes (1950–1960)
- Vietnam del Nord
  - Presidente: Ho Chi Minh (1945–1969)
  - Primo ministro: Ho Chi Minh (1945–1955)
- Vietnam del Sud
  - Presidente: Bảo Đại (1949–1955)
  - Primo ministro: Tran Van Huu (1950–1952)
- Yemen
  - Re: Ahmad bin Yahya (1948–1955)
  - Primo ministro: Hassan ibnbin Yahya (1948–1955)

## Europa
- Albania
  - Presidente: Ömer Nishani (1944–1953)
  - Primo ministro: Enver Hoxha (1944–1954)
- Andorra
  - Coprincipi di Andorra:
    - Coprincipe francese: Vincent Auriol (1947–1954)
    - Coprincipe episcopale: Ramón Iglesias i Navarri (1943–1969)
- Austria
  - Presidente:
    1. Leopold Figl (1950-1951) ad interim
    2. Theodor Körner (1951–1957)

  - Primo ministro: Leopold Figl (1945–1953)
  - Governatore militare statunitense: Walter J. Donnelly (1950–1952)
  - Governatore militare britannico: Harold Caccia (1950–1954)
  - Governatore militare francese: Jean Payart (1950–1955)
  - Governatore militare sovietico: Vladimir Sviridov (1949–1953)
- Belgio
  - Re:
    1. Leopoldo III (1934-1951)[1]
    2. Baldovino (1951–1993)

  - Reggente: Baldovino (1950-1951)
  - Primo ministro: Joseph Pholien (1950–1952)
- Bulgaria
  - Presidente: Georgi Damjanov (1950–1958)
  - Primo ministro: Vălko Červenkov (1950–1956)
- Cecoslovacchia
  - Presidente: Klement Gottwald (1948–1953)
  - Primo ministro: Antonín Zápotocký (1948–1953)
- Danimarca
  - Re: Federico IX (1947–1972)
  - Primo ministro: Erik Eriksen (1950–1953)
- Finlandia
  - Presidente: Juho Kusti Paasikivi (1946–1956)
  - Primo ministro: Urho Kekkonen (1950–1953)
- Francia
  - Presidente: Vincent Auriol (1947–1954)
  - Primo ministro:
    1. René Pleven (1950–1951)
    2. Henri Queuille (1951)
    3. René Pleven (1951–1952)
- Germania Est
  - Presidente: Wilhelm Pieck (1949–1960)
  - Presidente del Consiglio: Otto Grotewohl (1949–1964)
- Germania Ovest
  - Presidente: Theodor Heuss (1949–1959)
  - Cancelliere: Konrad Adenauer (1949–1963)
- Grecia
  - Re: Paolo (1947–1964)
  - Primo ministro:
    1. Sofoklīs Venizelos (1950-1951)
    2. Nikolaos Plastiras (1951–1952)
- Irlanda
  - Presidente: Seán T. O'Kelly (1945–1959)
  - Primo ministro:
    1. John Aloysius Costello (1948-1951)
    2. Éamon de Valera (1951–1954)
- Islanda
  - Presidente: Sveinn Björnsson (1944–1952)
  - Primo ministro: Steingrímur Steinþórsson (1950–1953)
- Italia
  - Presidente: Luigi Einaudi (1948–1955)
  - Primo ministro: Alcide De Gasperi (1945–1953)
- Jugoslavia
  - Capo di Stato: Ivan Ribar (1945–1953)
  - Primo ministro: Josip Broz Tito (1945–1963)
- Liechtenstein
  - Principe:Francesco Giuseppe II (1938–1989)
  - Primo ministro: Alexander Frick (1945–1962)
- Lussemburgo
  - Granduchessa: Carlotta (1919–1964)[2]
  - Primo ministro: Pierre Dupong (1937–1953)[3]
- Monaco
  - Principe: Rainieri (1949–2005)
  - Primo ministro: Pierre Voizard (1950–1953)
- Norvegia
  - Re: Haakon VII (1905–1957)[2]
  - Primo ministro:
    1. Einar Gerhardsen (1945-1951)
    2. Oscar Torp (1951–1955)
- Paesi Bassi
  - Regina: Giuliana (1948–1980)
  - Primo ministro: Willem Drees (1948–1958)
- Polonia
  - Presidente: Bolesław Bierut (1944–1952)
  - Primo ministro: Józef Cyrankiewicz (1947–1952)
- Portogallo
  - Presidente:
    1. António Óscar Carmona (1926-1951)
    2. António de Oliveira Salazar (1951) ad interim
    3. Francisco Craveiro Lopes (1951–1958)

  - Primo ministro: António de Oliveira Salazar (1932–1968)
- Regno Unito
  - Re: Giorgio VI (1936–1952)
  - Primo ministro:
    1. Clement Attlee (1945-1951)
    2. Winston Churchill (1951–1955)
- Romania
  - Presidente: Constantin Parhon (1947–1952)
  - Primo ministro: Petru Groza (1945–1952)
- San Marino
  - Capitani reggenti:
    1.  Marino Della Balda e Luigi Montironi (1950-1951)
    2. Alvaro Casali e Romolo Giacomini (1951)
    3. Domenico Forcellini e Giovanni Terenzi (1951–1952)
- Spagna
  - Capo di Stato: Francisco Franco (1936–1975)
  - Primo ministro: Francisco Franco (1939–1973)
- Svezia
  - Re: Gustavo VI Adolfo (1950–1973)
  - Primo ministro: Tage Erlander (1946–1969)
- Svizzera
  - Presidente: Eduard von Steiger (1951)
- Ungheria
  - Presidente: Sándor Rónai (1950–1952)
  - Primo ministro: István Dobi (1948–1952)
- Unione Sovietica
  - Presidente: Nikolaj Michajlovič Švernik (1946–1953)
  - Primo ministro: Iosif Stalin (1941–1953)
- Vaticano
  - Papa: Pio XII (1939–1958)
  - Presidente del Governatorato: Nicola Canali (1939-1961)

## Oceania
- Australia
  - Re: Giorgio VI (1936–1952)
  - Governatore generale: Sir William McKell (1947–1953)
  - Primo ministro: Robert Menzies (1949–1966)
- Nuova Zelanda
  - Re: Giorgio VI (1936–1952)
  - Governatore generale: Bernard Freyberg (1946–1952)
  - Primo ministro: Sidney Holland (1949–1957)